# Charles Gamel Seigneur
Charles Gamel Seigneur (Aix-en-Provence, 14 ottobre 2002) è uno sciatore alpino francese.

## Biografia
Specialista delle prove veloci originario di Saint-Chaffrey e attivo dal novembre del 2018, Charles Gamel Seigneur ha esordito in Coppa Europa il 24 gennaio 2020 a Orcières in discesa libera (58º) e in Coppa del Mondo il 7 marzo 2025 a Kvitfjell nella medesima specialità, senza completare la prova; non ha preso parte a rassegne olimpche o iridate.

## Palmarès

### Coppa Europa
- Miglior piazzamento in classifica generale: 28º nel 2025
- 2 podi:
  - 1 secondo posto
  - 1 terzo posto

### Campionati francesi
- 1 medaglia:
  - 1 bronzo (discesa libera nel 2025)